# هرمان باومان
هرمان باومان (بالألمانية: Hermann Baumann)‏ هو عالم إنسان ومؤرخ ألماني، ولد في 9 فبراير 1902 في فرايبورغ في ألمانيا، وتوفي في 30 يونيو 1972 في ميونخ في ألمانيا.